# USS San Francisco (CA-38)
O USS San Francisco foi um cruzador pesado operado pela Marinha dos Estados Unidos e a quinta embarcação da Classe New Orleans, depois do USS New Orleans, USS Astoria, USS Minneapolis e USS Tuscaloosa, e seguido pelo USS Quincy e USS Vincennes. Sua construção começou em setembro de 1931 no Estaleiro Naval de Mare Island e foi lançado ao mar em março de 1933, sendo comissionado na frota norte-americana em fevereiro de 1934. Era armado com uma bateria principal composta por nove canhões de 203 milímetros montados em três torres de artilharia triplas, tinha um deslocamento de mais de dez mil toneladas e conseguiu alcançar uma velocidade máxima de 32 nós.
O San Francisco passou seus primeiros anos de serviço realizando treinamentos junto com a Frota do Pacífico dos Estados Unidos. Entre janeiro e junho de 1939 ele realizou uma viagem diplomática ao redor de toda a América do Sul. Ele foi transferido para a Costa Leste com o início da Segunda Guerra Mundial em setembro, permanecendo até fevereiro de 1940 realizando patrulhas de neutralidade. O cruzador em seguida voltou para a Frota do Pacífico e seguiu para o Havaí em agosto de 1941. O San Francisco estava ancorado na base naval de Pearl Harbor aguardando a liberação de uma doca quando o Ataque a Pearl Harbor ocorreu em dezembro de 1941, porém não foi danificado.
A embarcação foi colocada na escolta de transportes de tropas e de porta-aviões no início de 1942, enquanto em agosto foi colocado para participar da Campanha de Guadalcanal, participando da Batalha do Cabo Esperança em outubro e depois da Batalha Naval de Guadalcanal no mês seguinte. Nesta última, o San Francisco acidentalmente disparou contra o cruzador rápido USS Atlanta e matou o contra-almirante Norman Scott, enquanto o próprio San Francisco foi seriamente danificado por disparos japoneses que também mataram o contra-almirante Daniel J. Callaghan. O navio sobreviveu e retornou para São Francisco em dezembro e permaneceu em reparos até fevereiro de 1943.
Depois de retornar ao serviço, o cruzador foi designado para apoiar a Campanha das Ilhas Aleutas, onde permaneceu até setembro. O San Francisco depois participou de operações nas campanhas das Ilhas Gilbert e Marshall e Ilhas Marianas e Palau. Em junho a embarcação lutou na Batalha do Mar das Filipinas, porém não foi danificado. No ano seguinte envolveu-se na Campanha nas Ilhas Vulcano e Ryukyu, incluindo das batalhas de Iwo Jima e Okinawa. Depois da Rendição do Japão, o San Francisco navegou por portos na China e Coreia. O cruzador foi descomissionado em fevereiro de 1946 e colocado na reserva, onde permaneceu até ser desmontado em setembro de 1959.